# José Moreira
José Filipe da Silva Moreira OIH, noto come José Moreira (Massarelos, 20 marzo 1982), è un ex calciatore portoghese, di ruolo portiere.

## Carriera

### Club
Entra nelle giovanili del Salgueiros nel 1991 e vi rimane fino al 1999 quando passa al Benfica.
Dopo l'arrivo di Júlio César Jacobi e Roberto Jiménez Gago diventa il terzo portiere.
Ha avuto comunque l'opportunità di giocare nella Coppa di Lega portoghese 2010-2011. Nella finale contro il Paços de Ferreira ha realizzato diverse parate importanti e ha parato un rigore.
Nel mese di luglio del 2011 firma un contratto di due anni con la squadra gallese dello Swansea City, appena promossa per la prima volta in Premier League. Rimasto svincolato dopo un anno senza mettere piede in campo, firma nel gennaio 2013 con l'Omonia Nicosia.

### Nazionale
Dopo 22 presenze con l'under-21, ha fatto parte della nazionale portoghese ad Euro 2004, dove ha vinto la medaglia d'argento. Ha fatto il suo esordio soltanto il 12 agosto 2009 durante un incontro amichevole contro il Liechtenstein.

## Palmarès

### Club

#### Competizioni nazionali
- Coppa del Portogallo: 1

Benfica: 2003-2004
- Campionato portoghese: 2

Benfica: 2004-2005, 2009-2010
- Supercoppa di Portogallo: 1

Benfica: 2005
- Coppa di Lega portoghese: 3

Benfica: 2008-2009, 2009-2010, 2010-2011